# Spinotrachelas capensis
Spinotrachelas capensis is een spinnensoort uit de familie van de Trachelidae.
De wetenschappelijke naam van de soort werd in 2006 gepubliceerd door Haddad.